# Yacimiento arqueológico romano de Calella
En el yacimiento arqueológico romano de Calella, ubicado junto al actual Hospital Comarcal Sant Jaume de Calella, había una villa romana, fechada del siglo I, dedicada a la fabricación de ánforas de vino del tipo tarraconense, pero también de jarras y otras piezas de cerámica: algunas de las piezas están depositadas o expuestas en el Museo Archivo Municipal de Calella Josep M. Codina i Bagué.

## Localización
Este yacimiento se sitúa entre el arroyo de Calella y la desaparecida colina del Mujal, donde había estado hasta el XIX la capilla del Roser, por lo que se conoce principalmente con estos dos nombres: yacimiento del Mujal o yacimiento del Roser o villa del Roser. Ocupa una importante extensión de terreno que en la época romana estaba en la época romana, donde ya había habido un asentamiento ibérico desde el siglo IV a. C..

## Historia
Los primeros datos sobre restos arqueológicos son del 1947, cuando durante los trabajos de modificación del trazado de la carretera N-II, se dañaron estructuras de la época romana. En 1957, aparecieron ánforas de producción local más a poniente, en una zona entonces ocupada por viviendas y equipamientos de uso turístico conocida con el nombre de "Toyca", las cuales fueron dadas a conocer unos años después por Ricard Pascual en sucesivos trabajos.
En 2021 entra en polémica por el proyecto de construcción de un supermercado Aldi encima del yacimiento, aunque quedaría el yacimiento protegido en el subsuelo de la construcción y bajo gestión pública.

## Galería

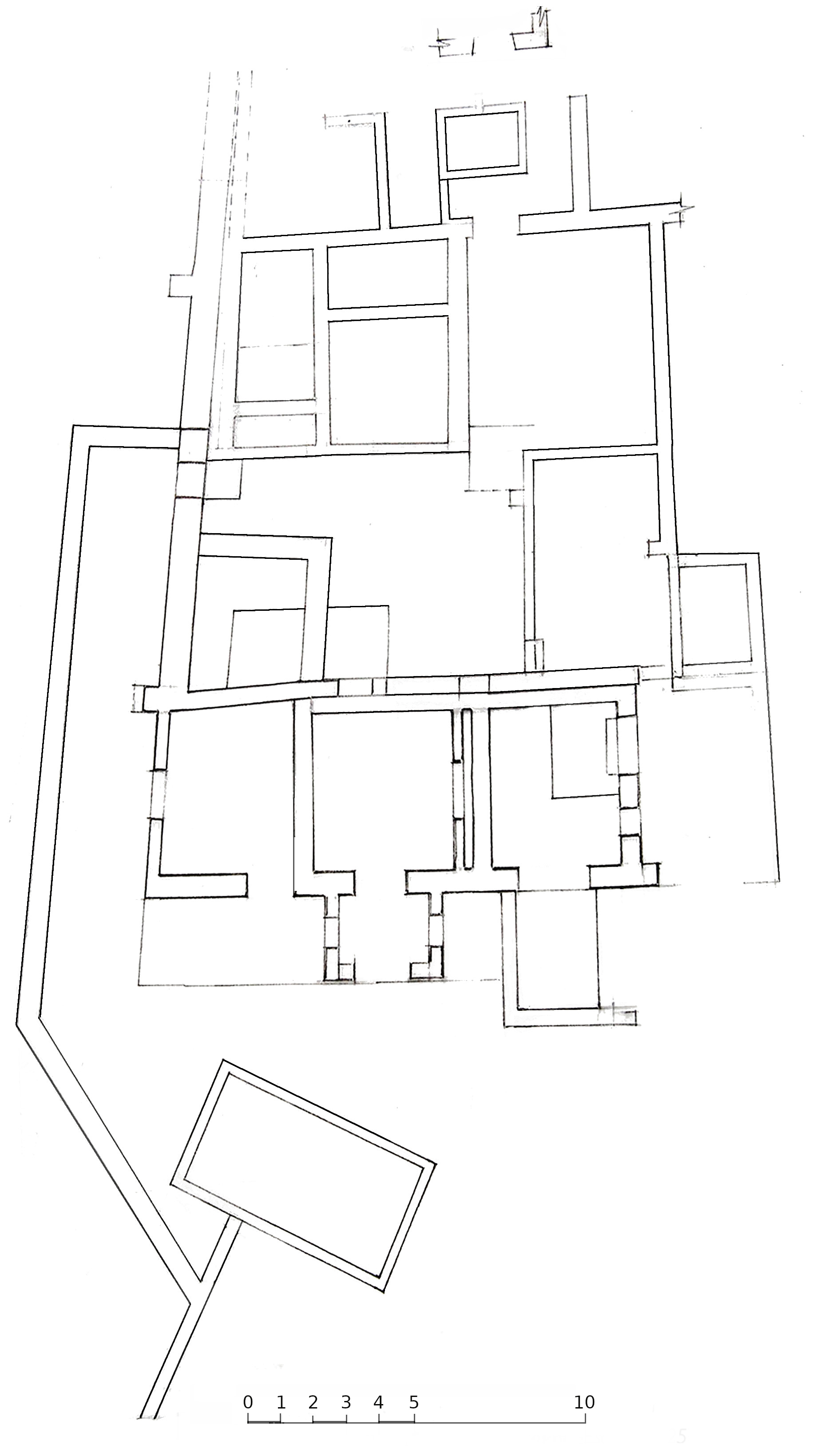
Planta del yacimiento.
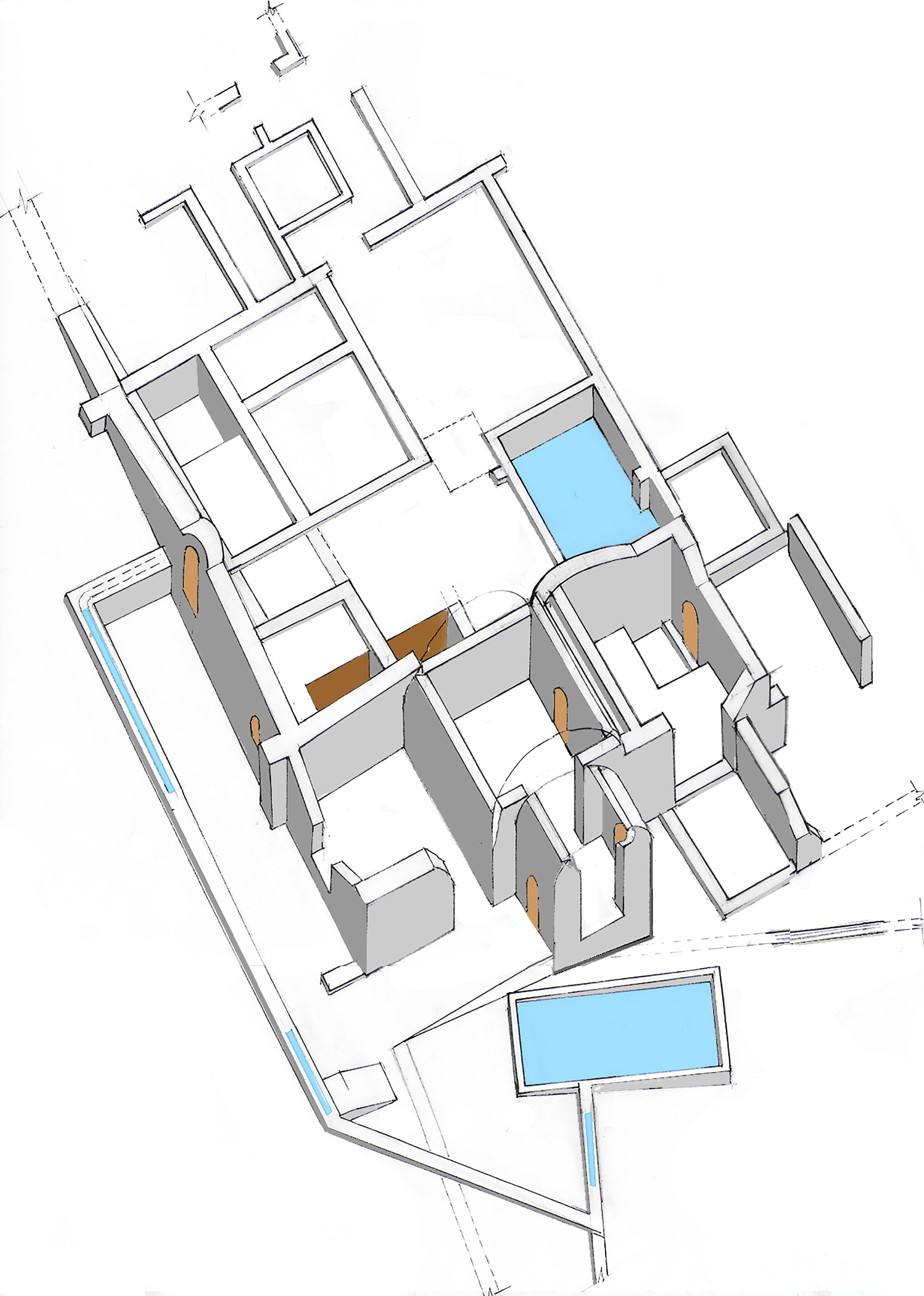
Axonometría del yacimiento.
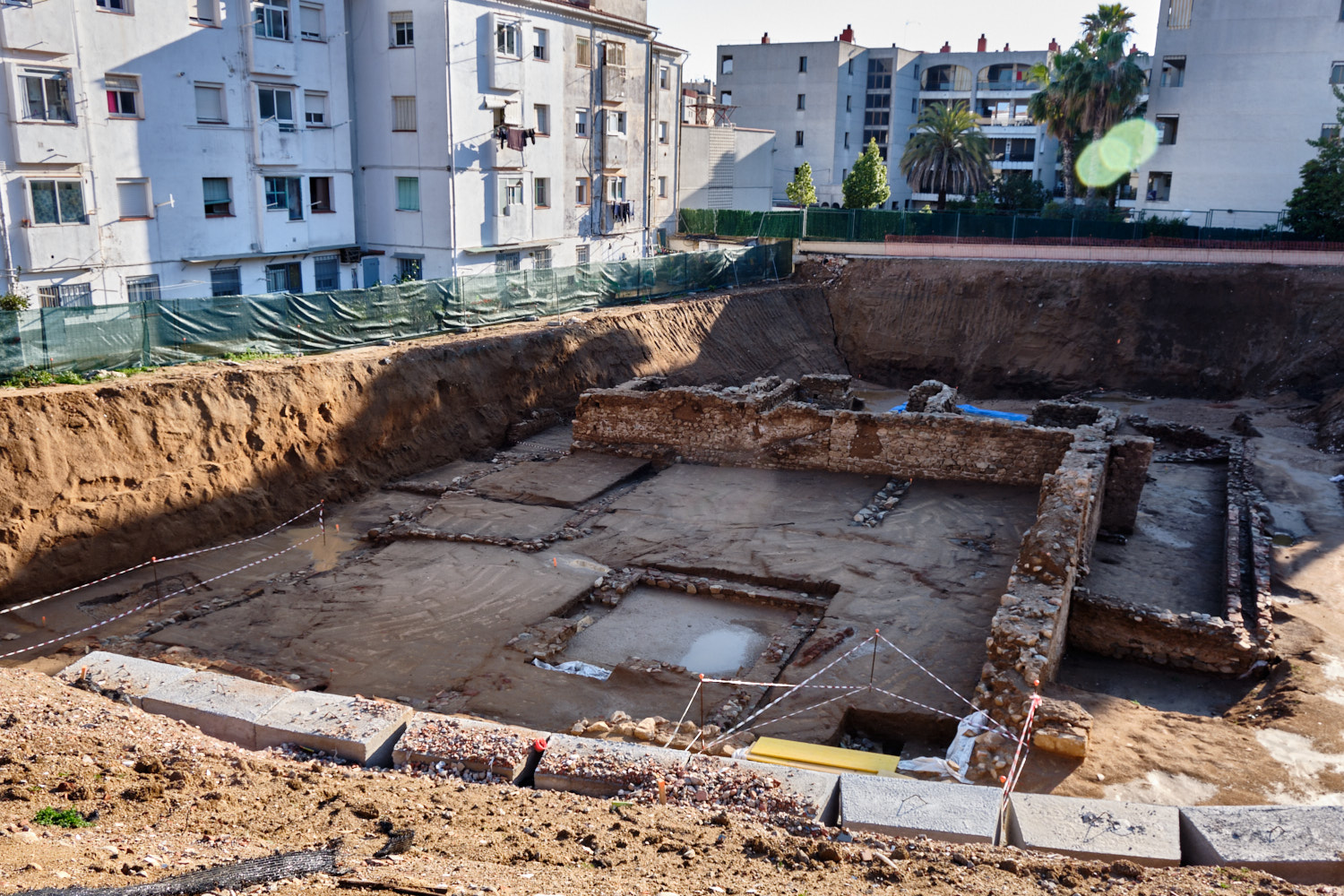
Vísta desde el este de les ruinas en dirección oeste.
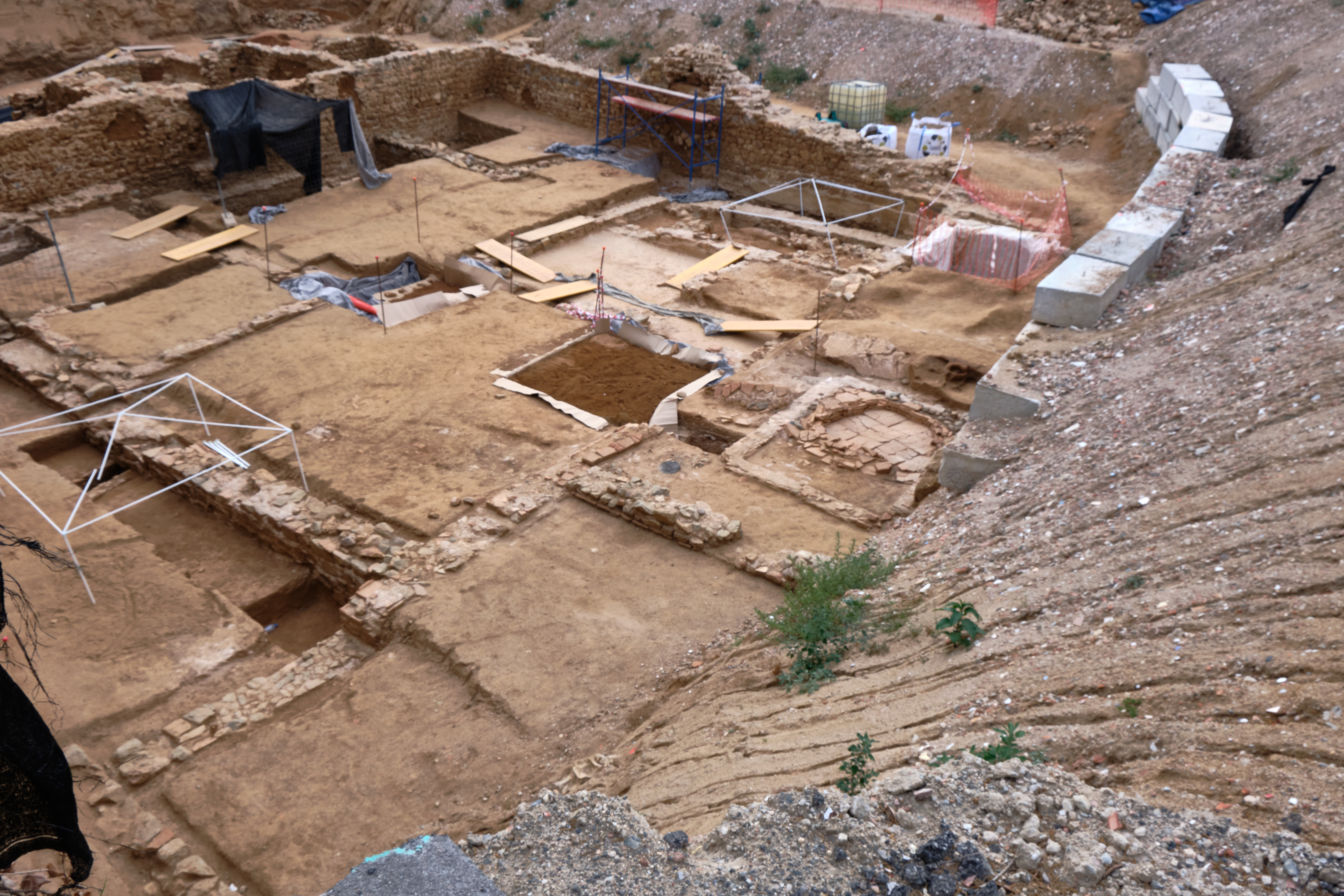
Vista desde el sur de las ruinas en dirección norte.
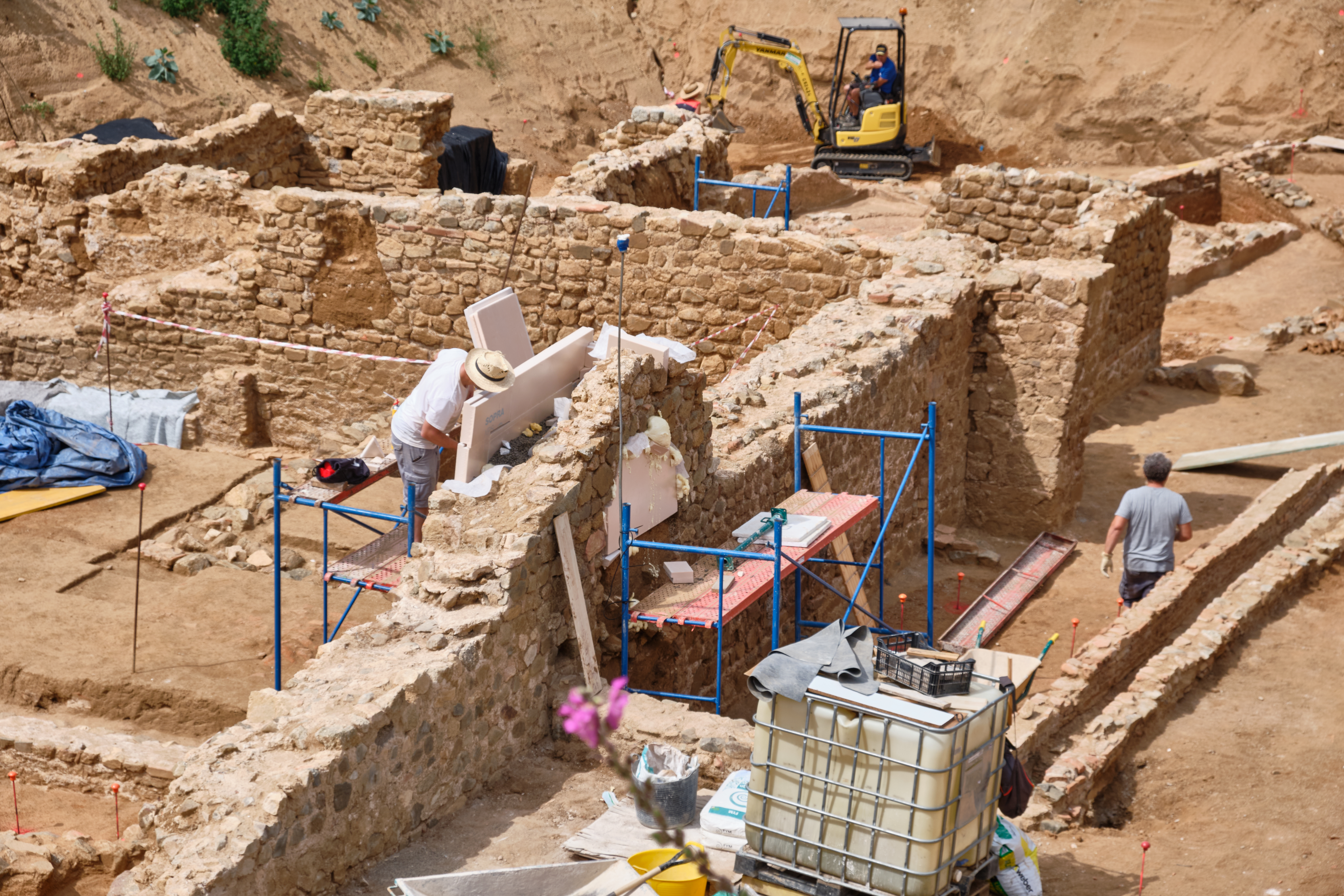
Protegiendo el muro de la puerta norte.
- Vídeo desde sur en dirección norte de las ruinas.